# جوزيف أ. ووكر
جوزيف أ. ووكر (بالإنجليزية: Joseph A. Walker)‏ هو كاتب مسرحي أمريكي، ولد في 24 فبراير 1935 في واشنطن العاصمة في الولايات المتحدة، وتوفي في 25 يناير 2003.

## وصلات خارجية
- جوزيف أ. ووكر على موقع IMDb (الإنجليزية)
- جوزيف أ. ووكر على موقع الموسوعة البريطانية (الإنجليزية)
- جوزيف أ. ووكر على موقع قاعدة بيانات برودواي على الإنترنت (الإنجليزية)